# KW Institute for Contemporary Art

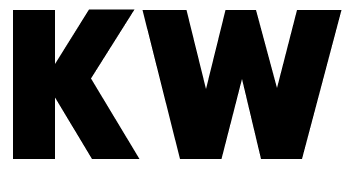
Logo der Kunst-Werke Berlin

Das KW Institute for Contemporary Art (auch als Kunst-Werke Berlin bekannt) ist ein Ausstellungsort für zeitgenössische Kunst in der Auguststraße beim Scheunenviertel im Berliner Ortsteil Mitte. Am 1. Juli 1991 gründete Klaus Biesenbach gemeinsam mit anderen Künstlerinnen und Künstlern den Trägerverein. 2004 übernahm Gabriele Horn die Leitung der KW, gefolgt 2017 von Krist Gruijthuijsen. Seit Mai 2024 ist Emma Enderby Direktorin.

## Beschreibung

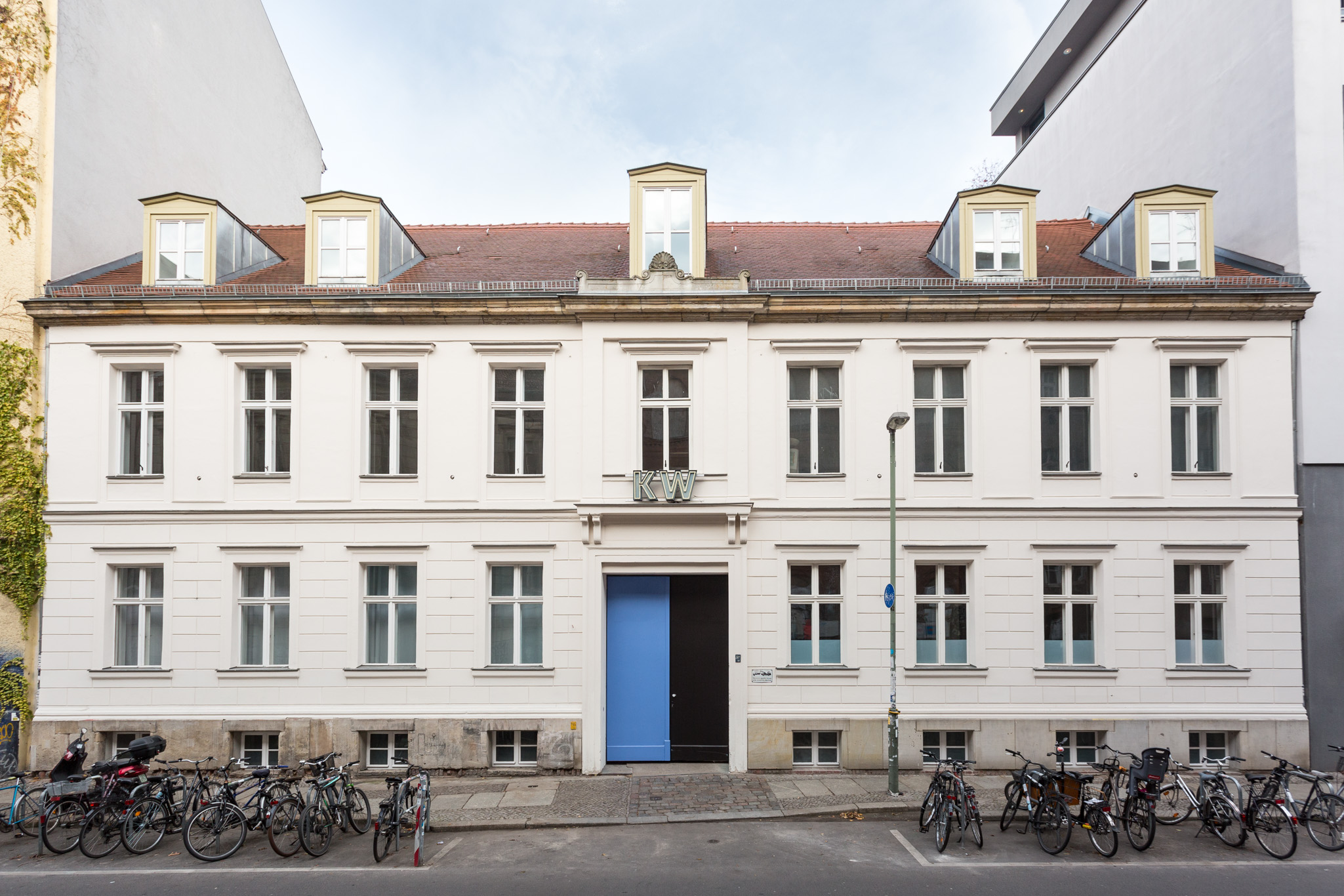
Außenansicht

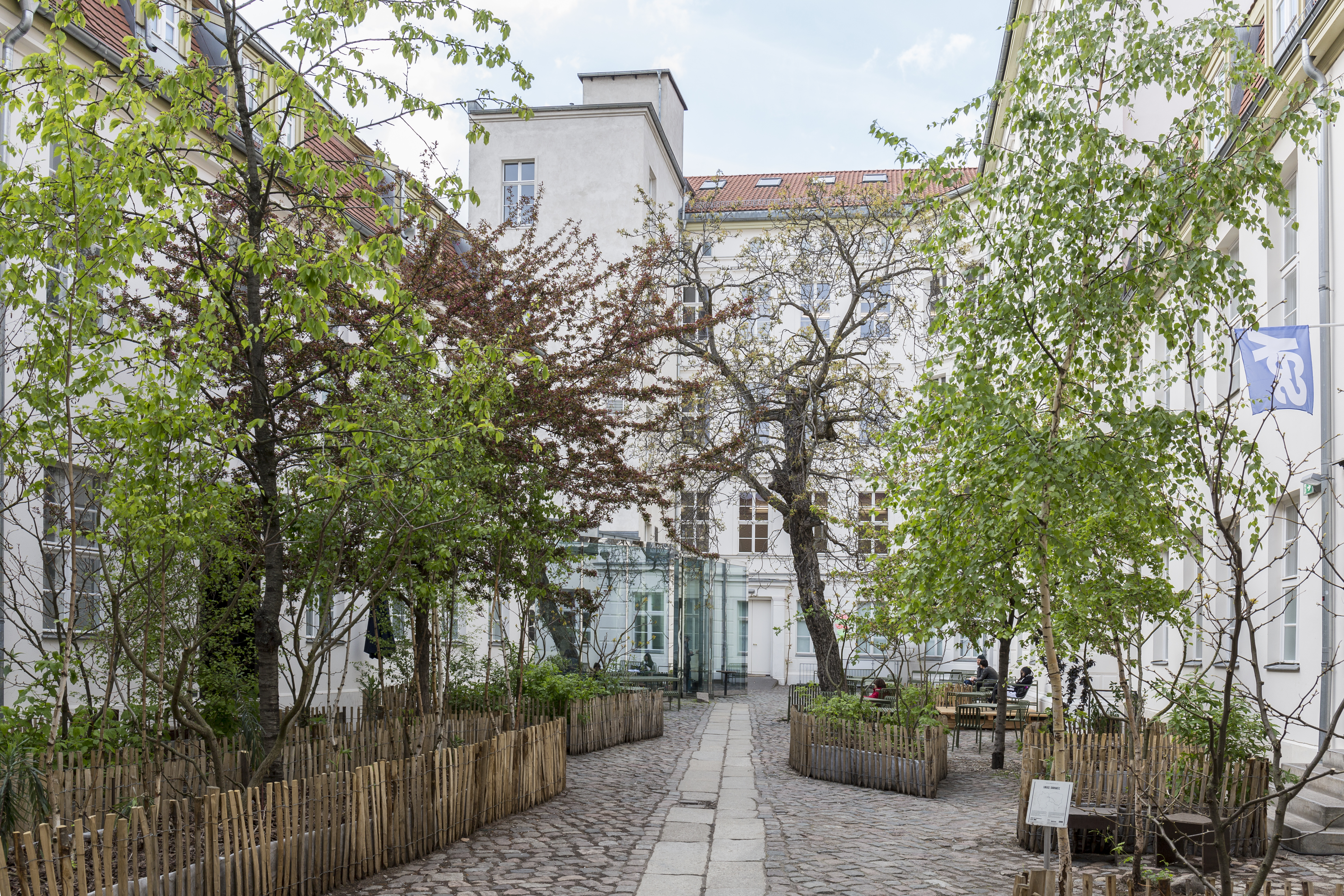
Innenhof

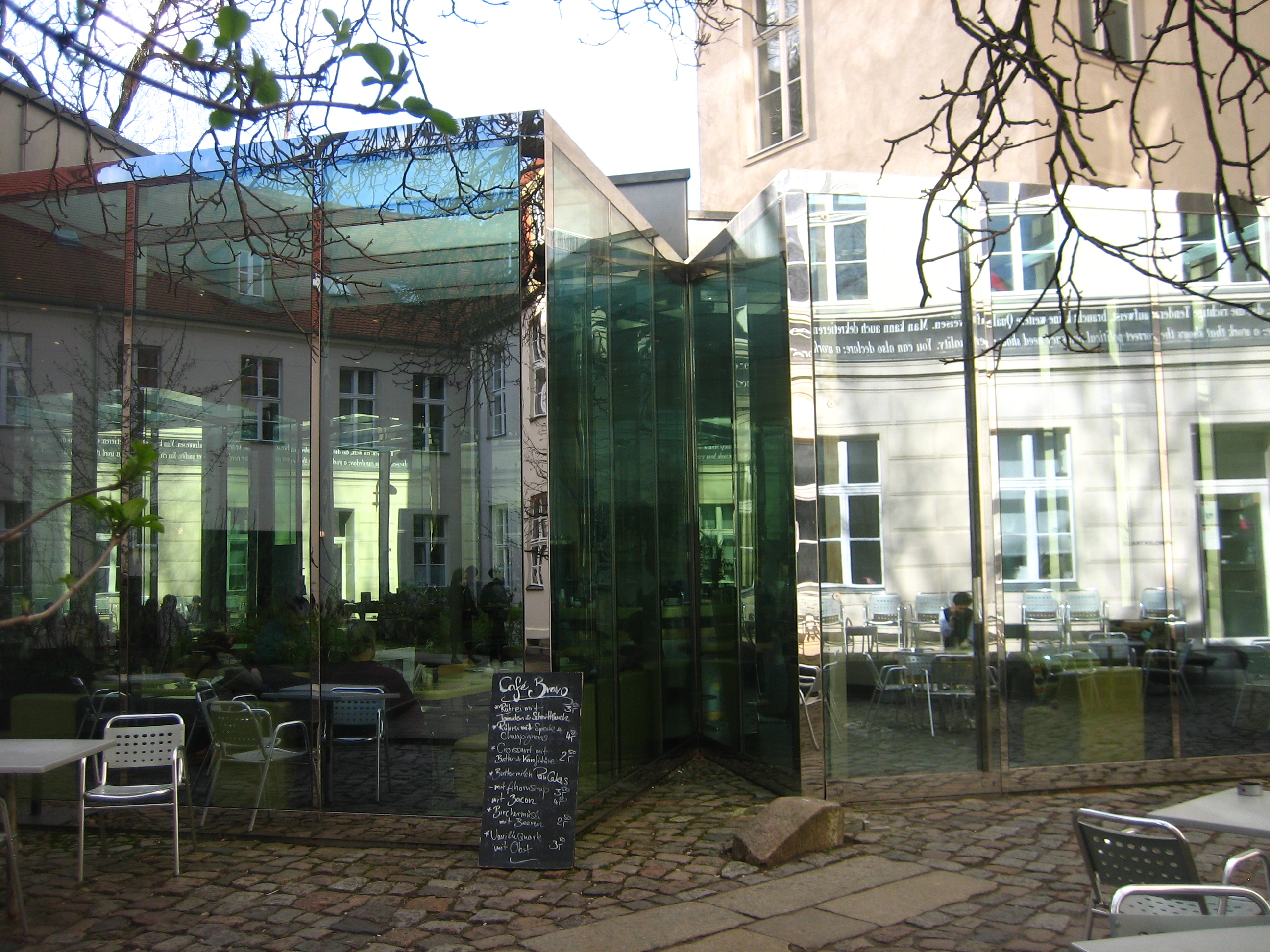
Dan Grahams Pavillon für das Café Bravo

Die KW widmen sich der Produktion, Präsentation und Vermittlung zeitgenössischer Kunst. Mit Ausstellungen, Auftragsarbeiten und Veranstaltungen greifen die KW Tendenzen aus dem nationalen und internationalen zeitgenössischen Kunst- und Kulturdiskurs auf und entwickeln diese in Zusammenarbeit mit Künstlern sowie anderen Institutionen weiter.
Die KW arbeitet mit anderen sowohl nationalen als auch internationalen zeitgenössischen Kunstinstitutionen zusammen, unter anderem mit MoMA PS1 in New York, der Julia Stoschek Collection in Düsseldorf/Berlin, Mophradat in Belgien und der Schering Stiftung in Berlin.
Zum künstlerischen Team von Krist Gruijthuijsen gehörten (Stand: 2020) unter anderem die Kuratorin Anna Gritz, Nadim Samman als Kurator für den Digitalen Raum sowie Mason Leaver-Yap und Clémentine Deliss als assoziierte Kuratoren.
Frühere Chefkuratoren waren Anselm Franke (2001–2006), Susanne Pfeffer (2007–2012) und Ellen Blumenstein (2013–2016). Zudem wurden regelmäßig international renommierte Gastkuratoren zur Realisierung von Ausstellungen eingeladen.

## Geschichte
Das KW Institute for Contemporary Art wurden 1991 von einer Gruppe Studierender um Klaus Biesenbach herum in einer ehemaligen, damals baufälligen Margarinefabrik gegründet.
Nach Klärung ausstehender Restitutionsansprüche wurden das denkmalgeschützte Vorderhaus aus der zweiten Hälfte des 18. Jahrhunderts und die Fabrikanlage aus der Gründerzeit Mitte der 1990er Jahre durch die Stiftung Deutsche Klassenlotterie erworben und dem Kunst-Werke Berlin e. V. für die kulturelle Nutzung zur Verfügung gestellt. Mit der Unterstützung durch den städtebaulichen Denkmalschutz, die Stiftung Denkmalschutz und die Stiftung Deutsche Klassenlotterie konnte der Verein die Immobilie sanieren und durch zwei Neubauten erweitern: Das Café Bravo im Innenhof der KW wurde von dem US-amerikanischen Künstler Dan Graham konzipiert und in Kooperation mit der Architektin Johanne Nalbach realisiert; der Berliner Architekt Hans Düttmann hat das Quergebäude um eine 400 m² große Ausstellungshalle ergänzt. Insgesamt befinden sich im Gebäude mehrere Büro- und Atelierräume sowie eine 2000 m² Ausstellungsfläche auf fünf Etagen.
Das Gebäude ist um einen Innenhof gruppiert, in dem sich das Café Bravo befindet. Dieser Bau ist in einer flächenbündigen Stahl-Glas-Konstruktion ausgeführt und setzt in seiner geometrischen Abstraktion einen modernen Akzent in dem ansonsten von Altbauten dominierten Hof des Areals. Die eigentlichen Ausstellungsräume befinden sich im hinteren Quergebäude.
Seit ihrer Gründung durch eine private Initiative im Jahr 1996 nutzt die Berlin Biennale für zeitgenössische Kunst ein Teil des Gebäudes für Büroräume; ferner fungieren die KW als Mittelpunkt und Austragungsort der alle zwei Jahre stattfindenden Berlin Biennale. Seit 2004 fungiert der Kunst-Werke Berlin als Trägerverein der Berlin Biennale. 2016 wurde eine Neustrukturierung des Kunst-Werke Berlin mit zwei gleichwertigen Geschäftsbereichen beschlossen: KW Institute for Contemporary Art und Berlin Biennale für zeitgenössische Kunst. Gabriele Horn – Nachfolgerin von Gründungsdirektor Klaus Biesenbach und seit 2004 Direktorin beider Institutionen – blieb Direktorin der Berlin Biennale, während Krist Gruijthuijsen 2016 zum neuen Direktor der KW Institute for Contemporary Art ernannt wurde. Im Jahr 2024 beendeten sowohl Horn als auch Gruijthuijsen ihre Direktorenschaften. Nachfolgerin in den KW Institute for Contemporary Art ist seit Mai 2024 Emma Enderby, während Axel Wieder die Berlin Biennale leitet.
Bis Ende 2016 wurden die KW umgebaut, während dieser Zeit fanden keine Ausstellungen statt. Die Neueröffnung erfolgte im Januar 2017 und konnte rund 5000 Besucher verzeichnen.

## Kunstausstellungen (Auswahl)
Klaus Biesenbach organisierte auch Parallelausstellungen mit dem MoMA PS1 in New York. Er verließ die Kunst-Werke im Jahr 2004 und ging als Kurator für Medienkunst ans New Yorker Museum of Modern Art (MoMA). Eine der letzten von ihm kuratierten Ausstellungen war die umstrittene RAF-Ausstellung, die im Januar 2005 eröffnet wurde.
Im Jahr 2006 fand eine Fassbinder-Retrospektive in den KW statt, die durch die neu restaurierten Filmaufnahmen auf große Resonanz stieß. Susanne Pfeffer kuratierte 2013 gemeinsam mit Klaus Biesenbach und Anna-Catharina Gebbers eine umfassende Retrospektive von Christoph Schlingensief.